# هاننو بيهرينز
هاننو بيهرينز (بالألمانية: Hanno Behrens) (26 مارس 1990 بإلمسهورن في ألمانيا - ) هو لاعب كرة قدم ألماني في مركز الوسط. لعب مع دارمشتات 98 ونادي نورنبرغ ونادي هامبورغ ونادي هامبورغ 2 ‏.

## روابط خارجية
- هاننو بيهرينز على موقع قاعدة بيانات كرة القدم.إي يو (الإنجليزية)
- هاننو بيهرينز على موقع بيانات كرة القدم. دي إي (الألمانية)
- هاننو بيهرينز على موقع Soccerway.com (الإنجليزية)
- هاننو بيهرينز على موقع عالم كرة القدم.نت (الإنجليزية)